# Girlfriends
Girlfriends é uma sitcom popular americana que centra na vida de quatro mulheres afro-americanas bem sucedidas que vivem em Los Angeles, Califórnia. A série estreou em Setembro de 2000 e começa a sua sétima temporada a 1 de Outubro já no The CW. A canção "Girlfriends" é cantada pela artista de R&B Angie Stone.